# Stowarzyszenie Zborów Baptystycznych w Izraelu

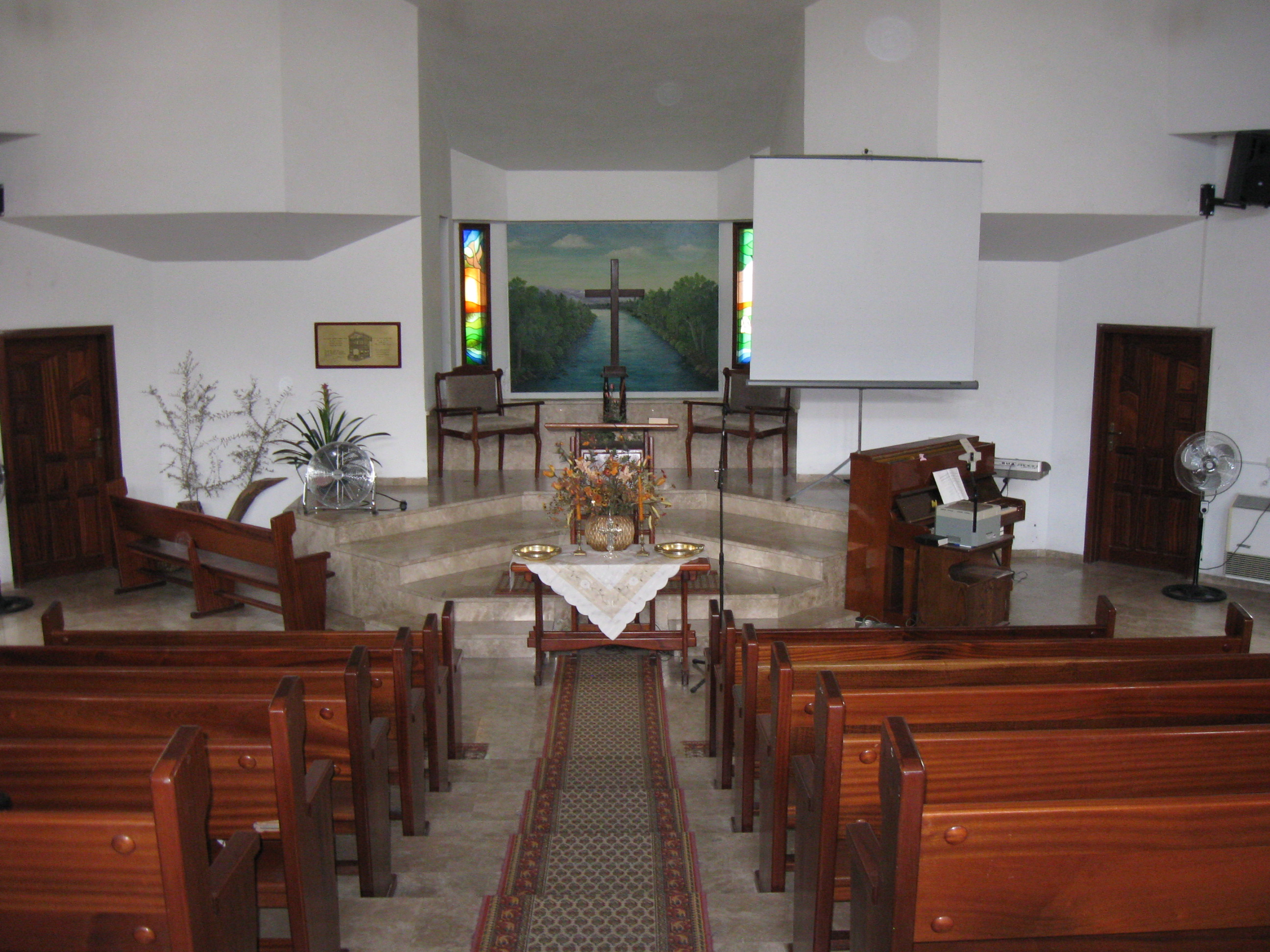
Kościół Baptystów z Nazaretu, Izrael 2009 r. autorem zdjęcia jest Ori.

Stowarzyszenie Zborów Baptystycznych w Izraelu – krajowa konwencja zborów baptystycznych działających na terenie Izraela.
Denominacja liczy 800 ochrzczonych członków. Ponieważ praktykuje się tam chrzest osób w wieku świadomym, po uwzględnieniu dzieci oraz sympatyków, którzy nie przyjęli chrztu cała społeczność liczy około 3000 wiernych zrzeszonych w 17 zborach na terenie Izraela. Zwierzchnikiem kościoła jest Monther Nauom, zaś sekretarzem Bader Mansour.
Stowarzyszenie wchodzi w skład Światowego związku Baptystycznego oraz Europejskiej Federacji Baptystów.
Baptyzm pojawił się w Palestynie na początku XX wieku. Pierwszą osobą ochrzczoną według praktyki baptystycznej pochodzącą z terenu dzisiejszego Izraela był Arab Shukri Mosa. Przyjął on chrzest w Dallas w  Teksasie. W 1911 wrócił do Izraela, gdzie założył zbór baptystyczny w Nazarecie.
W 1965 zbory z Nazaretu i Jerozolimy utworzyły Stowarzyszenie Zborów Baptystycznych w Izraelu. Obecnie w jego skład wchodzi 17 zborów.
Poza stowarzyszeniem działają w Izraelu także niezależne zbory baptystów - między innymi w Jerozolimie
Większość wiernych stanowią obecnie osoby pochodzenia arabskiego. Kościół jest jednym z największych Kościołów protestanckich w Izraelu, i największym z nurtu ewangelikalnego.